# Германн Шмідт
Германн Максиміліан Шмідт-Ґебель (нім. Hermann Maximilian Schmidt-Göbel; 1809 — 17 серпня 1882, Клостернойбург) — ентомолог, професор зоології і мінералогії, ректор Львівського університету (1869—1870), посол-віриліст до Галицького крайового сейму.

## Життєпис
У 1852 році Германн Шмідт іменований професором новозаснованої кафедри зоології Львівського університету. 1868—1870 роки викладав також мінералогію. У 1869—1870 академічному році був ректором Львівського університету і послом-вірилістом Галицького крайового сейму. Викладав у Львові до 1876 року.

### Праці
- «Dissertatio inauguralis zoologica de Pselaphis faunae pragensis cum anatomia Clavigeri» (Прага 1836)
- «Beytrag zu einer Monographie der Pselaphen, enthaltend neue Species aus Asien» (Прага 1838)
- «Faunula Coleopterum Birmaniae» (Прага 1846)